# DN59C
DN59C (Drumul Național 59C) este un drum național în județul Timiș, între orașele Jimbolia și orașul Sânnicolau Mare. Are o lungime totală de 41,073 km și străbate zona de vest a județului. Prima jumătate a drumului merge pe axa sud-est—nord-vest, paralel cu granița dintre România cu Serbia, după care trece prin Teremia Mare și cotește spre nord nord-est, în direcția Sânnicolau Mare.

## Ramificații
Drumul are trei ramificații, care duc spre diferite puncte de trecere a frontierei cu Serbia:
- DN59D: - un drum de 4 km, de la Foeni la punctul de trecere a frontierei Foeni - Jaša Tomić;
- DN59E: - un drum de 3 km, de la Comloșu Mare la punctul de trecere a frontierei Lunga - Nakovo;
- DN59F: - un drum de 20 km, de la Sânnicolau Mare la Dudeștii Vechi și mai departe la punctul de trecere a frontierei Vălcani - Vrbica.

## Traseu
- km 0 - Jimbolia, unde se leagă de DN59A (Timișoara - Jimbolia)
- km 8+500 - Comloșu Mic
- km 13,942 - Comloșu Mare
- km 23+1002 - Teremia Mare
- km 28+192 - Nerău
- km 41+073 - Sânnicolau Mare, unde se leagă de DN6 (Timișoara - Cenad)